# Territoriale indeling van Bahia

Bahia

De Braziliaanse deelstaat Bahia is ingedeeld in 7 mesoregio's, 32 microregio's en 417 gemeenten.

## Mesoregio Centro-Norte Baiano
5 microregio's, 80 gemeenten

### Microregio Feira de Santana
24 gemeenten:
Água Fria -
Anguera -
Antônio Cardoso -
Conceição da Feira -
Conceição do Jacuípe -
Coração de Maria -
Elísio Medrado -
Feira de Santana -
Ipecaetá -
Ipirá -
Irará -
Itatim -
Ouriçangas -
Pedrão -
Pintadas -
Rafael Jambeiro -
Santa Bárbara -
Santanópolis -
Santa Teresinha -
Santo Estêvão -
São Gonçalo dos Campos -
Serra Preta -
Tanquinho -
Teodoro Sampaio

### Microregio Irecê
19 gemeenten:
América Dourada -
Barra do Mendes -
Barro Alto -
Cafarnaum -
Canarana -
Central -
Gentio do Ouro -
Ibipeba -
Ibititá -
Iraquara -
Irecê -
João Dourado -
Jussara -
Lapão -
Mulungu do Morro -
Presidente Dutra -
São Gabriel -
Souto Soares -
Uibaí

### Microregio Itaberaba
12 gemeenten:
Baixa Grande -
Boa Vista do Tupim -
Iaçu -
Ibiquera -
Itaberaba -
Lajedinho -
Macajuba -
Mairi -
Mundo Novo -
Ruy Barbosa -
Tapiramutá -
Várzea da Roça

### Microregio Jacobina
16 gemeenten:
Caém -
Caldeirão Grande -
Capim Grosso -
Jacobina -
Miguel Calmon -
Mirangaba -
Morro do Chapéu -
Ourolândia -
Piritiba -
Ponto Novo -
Quixabeira -
São José do Jacuípe -
Saúde -
Serrolândia -
Várzea do Poço -
Várzea Nova

### Microregio Senhor do Bonfim
9 gemeenten:
Andorinha -
Antônio Gonçalves -
Campo Formoso -
Filadélfia -
Itiúba -
Jaguarari -
Pindobaçu -
Senhor do Bonfim -
Umburanas

## Mesoregio Centro-Sul Baiano
8 microregio's, 118 gemeenten

### Microregio Boquira
11 gemeenten:
Boquira -
Botuporã -
Brotas de Macaúbas -
Caturama -
Ibipitanga -
Ibitiara -
Ipupiara -
Macaúbas -
Novo Horizonte -
Oliveira dos Brejinhos -
Tanque Novo

### Microregio Brumado
14 gemeenten:
Aracatu -
Brumado -
Caraíbas -
Condeúba -
Cordeiros -
Guajeru -
Ituaçu -
Maetinga -
Malhada de Pedras -
Piripá -
Presidente Jânio Quadros -
Rio do Antônio -
Tanhaçu -
Tremedal

### Microregio Guanambi
18 gemeenten:
Caculé -
Caetité -
Candiba -
Guanambi -
Ibiassucê -
Igaporã -
Iuiú -
Jacaraci -
Lagoa Real -
Licínio de Almeida -
Malhada -
Matina -
Mortugaba -
Palmas de Monte Alto -
Pindaí -
Riacho de Santana -
Sebastião Laranjeiras -
Urandi

### Microregio Itapetinga
9 gemeenten:
Encruzilhada -
Itambé -
Itapetinga -
Itarantim -
Itororó -
Macarani -
Maiquinique -
Potiraguá -
Ribeirão do Largo

### Microregio Jequié
26 gemeenten:
Aiquara -
Amargosa -
Apuarema -
Brejões -
Cravolândia -
Irajuba -
Iramaia -
Itagi -
Itaquara -
Itiruçu -
Jaguaquara -
Jequié -
Jitaúna -
Jiquiriçá -
Lafaiete Coutinho -
Laje -
Lajedo do Tabocal -
Maracás -
Marcionílio Souza -
Milagres -
Mutuípe -
Nova Itarana -
Planaltino -
Santa Inês -
São Miguel das Matas -
Ubaíra

### Microregio Livramento do Brumado
5 gemeenten:
Dom Basílio -
Érico Cardoso -
Livramento de Nossa Senhora -
Paramirim -
Rio do Pires

### Microregio Seabra
18 gemeenten:
Abaíra -
Andaraí -
Barra da Estiva -
Boninal -
Bonito -
Contendas do Sincorá -
Ibicoara -
Itaeté -
Jussiape -
Lençóis -
Mucugê -
Nova Redenção -
Palmeiras -
Piatã -
Rio de Contas -
Seabra -
Utinga -
Wagner

### Microregio Vitória da Conquista
17 gemeenten:
Anagé -
Barra do Choça -
Belo Campo -
Boa Nova -
Bom Jesus da Serra -
Caatiba -
Caetanos -
Cândido Sales -
Dário Meira -
Ibicuí -
Iguaí -
Manoel Vitorino -
Mirante -
Nova Canaã -
Planalto -
Poções -
Vitória da Conquista

## Mesoregio Extremo Oeste Baiano
3 microregio's, 24 gemeenten

### Microregio Barreiras
6 gemeenten:
Baianópolis -
Barreiras -
Catolândia -
Formosa do Rio Preto -
Luís Eduardo Magalhães -
São Desidério

### Microregio Cotegipe
8 gemeenten:
Angical -
Brejolândia -
Cotegipe -
Cristópolis -
Mansidão -
Santa Rita de Cássia -
Tabocas do Brejo Velho -
Wanderley

### Microregio Santa Maria da Vitória
10 gemeenten:
Canápolis -
Cocos -
Coribe -
Correntina -
Jaborandi -
Riachão das Neves -
Santa Maria da Vitória -
Santana -
São Félix do Coribe -
Serra Dourada

## Mesoregio Metropolitana de Salvador
3 microregio's, 38 gemeenten

### Microregio Catu
7 gemeenten:
Amélia Rodrigues -
Catu -
Itanagra -
Mata de São João -
Pojuca -
São Sebastião do Passé -
Terra Nova

### Microregio Salvador
10 gemeenten:
Camaçari -
Candeias -
Dias d'Ávila -
Itaparica -
Lauro de Freitas -
Madre de Deus -
Salvador -
São Francisco do Conde -
Simões Filho -
Vera Cruz

### Microregio Santo Antônio de Jesus
21 gemeenten:
Aratuípe -
Cabaceiras do Paraguaçu -
Cachoeira -
Castro Alves -
Conceição do Almeida -
Cruz das Almas -
Dom Macedo Costa -
Governador Mangabeira -
Jaguaripe -
Maragogipe -
Muniz Ferreira -
Muritiba -
Nazaré -
Salinas da Margarida -
Santo Amaro -
Santo Antônio de Jesus -
São Felipe -
São Félix -
Sapeaçu -
Saubara -
Varzedo

## Mesoregio Nordeste Baiano
6 microregio's, 60 gemeenten

### Microregio Alagoinhas
9 gemeenten:
Acajutiba -
Alagoinhas -
Aporá -
Araçás -
Aramari -
Crisópolis -
Inhambupe -
Rio Real -
Sátiro Dias

### Microregio Entre Rios
6 gemeenten:
Cardeal da Silva -
Conde -
Entre Rios -
Esplanada -
Jandaíra -
Tucano

### Microregio Euclides da Cunha
8 gemeenten:
Cansanção -
Canudos -
Euclides da Cunha -
Monte Santo -
Nordestina -
Queimadas -
Quijingue -
Uauá

### Microregio Jeremoabo
5 gemeenten:
Coronel João Sá -
Jeremoabo -
Pedro Alexandre -
Santa Brígida -
Sítio do Quinto

### Microregio Ribeira do Pombal
14 gemeenten:
Adustina -
Antas -
Banzaê -
Cícero Dantas -
Cipó -
Fátima -
Heliópolis -
Itapicuru -
Nova Soure -
Novo Triunfo -
Olindina -
Paripiranga -
Ribeira do Amparo -
Ribeira do Pombal

### Microregio Serrinha
18 gemeenten:
Araci -
Barrocas -
Biritinga -
Candeal -
Capela do Alto Alegre -
Conceição do Coité -
Gavião -
Ichu -
Lamarão -
Nova Fátima -
Pé de Serra -
Retirolândia -
Riachão do Jacuípe -
Santaluz -
São Domingos -
Serrinha -
Teofilândia -
Valente

## Mesoregio Sul Baiano
3 microregio's, 70 gemeenten

### Microregio Ilhéus-Itabuna
41 gemeenten:
Almadina -
Arataca -
Aurelino Leal -
Barra do Rocha -
Barro Preto -
Belmonte -
Buerarema -
Camacan -
Canavieiras -
Coaraci -
Firmino Alves -
Floresta Azul -
Gandu -
Gongogi -
Ibicaraí -
Ibirapitanga -
Ibirataia -
Ilhéus -
Ipiaú -
Itabuna -
Itacaré -
Itagibá -
Itaju do Colônia -
Itajuípe -
Itamari -
Itapé -
Itapebi -
Itapitanga -
Jussari -
Mascote -
Nova Ibiá -
Pau Brasil -
Santa Cruz da Vitória -
Santa Luzia -
São José da Vitória -
Teolândia -
Ubaitaba -
Ubatã -
Una -
Uruçuca -
Wenceslau Guimarães

### Microregio Porto Seguro
19 gemeenten:
Alcobaça -
Caravelas -
Eunápolis -
Guaratinga -
Ibirapuã -
Itabela -
Itagimirim -
Itamaraju -
Itanhém -
Jucuruçu -
Lajedão -
Medeiros Neto -
Mucuri -
Nova Viçosa -
Porto Seguro -
Prado -
Santa Cruz Cabrália -
Teixeira de Freitas -
Vereda

### Microregio Valença
10 gemeenten:
Cairu -
Camamu -
Igrapiúna -
Ituberá -
Maraú -
Nilo Peçanha -
Piraí do Norte -
Presidente Tancredo Neves -
Taperoá -
Valença

## Mesoregio Vale São-Franciscano da Bahia
4 microregio's, 27 gemeenten

### Microregio Barra
7 gemeenten:
Barra -
Buritirama -
Ibotirama -
Itaguaçu da Bahia -
Morpará -
Muquém de São Francisco -
Xique-Xique

### Microregio Bom Jesus da Lapa
6 gemeenten:
Bom Jesus da Lapa -
Carinhanha -
Feira da Mata -
Paratinga -
Serra do Ramalho -
Sítio do Mato

### Microregio Juazeiro
8 gemeenten:
Campo Alegre de Lourdes -
Casa Nova -
Curaçá -
Juazeiro -
Pilão Arcado -
Remanso -
Sento Sé -
Sobradinho

### Microregio Paulo Afonso
6 gemeenten:
Abaré -
Chorrochó -
Glória -
Macururé -
Paulo Afonso -
Rodelas
Acre · Alagoas · Amapá · Amazonas · Bahia · Ceará · Espírito Santo · Federaal District · Goiás · Maranhão · Mato Grosso · Mato Grosso do Sul · Minas Gerais · Pará · Paraíba · Paraná · Pernambuco · Piauí · Rio de Janeiro · Rio Grande do Norte · Rio Grande do Sul · Rondônia · Roraima · Santa Catarina · São Paulo · Sergipe · Tocantins